# 尤里·孔德拉秋克
尤里·瓦西里耶维奇·孔德拉秋克（俄语：Юрий Васильевич Кондратюк，1897年6月21日—1942年2月），又译康德拉图克，乌克兰裔沙俄及苏联时期工程师和数学家。他是太空工程与航天学的一位先驱，理论家，和有远见卓识的学者。重力助推和月球轨道交会（LOR），已知都是最早由他在20世纪初提出来的。LOR对实现从地球出发登陆月球，然后再返回地球的宇宙航行，是一个非常关键的概念。LOR法后来被实际应用于人类的首次登月。 重力助推法也在众多太空探索的宇航项目中被大量地使用。
孔德拉秋克的研究工作还包括了宇宙飞行与探索的许多其他方面。而他却是在战争、反复地遭遇当局迫害以及严重疾病的困境下从事他的科学发现的。
他的真實姓名是亚历山大·伊格納季耶維奇·沙爾格伊（俄语：Александр Игнатьевич Шаргей），“尤里·孔德拉秋克”是在俄国革命后为隐姓埋名而冒用的身份，后来他也是以这个假名为科学界所知晓。

## 生平与科研

### 早年生涯
1897年出生于俄罗斯帝国的波尔塔瓦（现在在乌克兰），不过，他的家族原本居住在基辅。他父亲伊格納季·本迪托維奇·沙爾格伊，结婚时正在基辅大学学习物理和数学。孔德拉秋克的母亲柳德米拉·利沃夫娜·施利普彭巴赫，在基辅一所学校教法语，1897年结婚时一定是已经怀孕了。根据其不寻常的姓氏来看，一般认为她应当是一名参与了瑞典国王卡尔十二世失败的入侵俄国之战的将军沃爾瑪·安頓·馮·施利普彭巴赫的后裔。柳德米拉致力于社会行动主义，多次因参与示威而遭监禁。就在他出生前不久，当她最后一次在基辅蹲监狱的时候，被诊断出患有精神病。由于这个原因，在他还十分年幼的时候，他的父母就离异了，这个孩子由在波尔塔瓦的祖母抚养大。
从幼年起，孔德拉秋克就着迷于他父亲的物理和数学书籍，并显示出在这些领域极强的能力。当够年龄上中学的时候，就被一所著名高中直接招收进第三级，并在几年之后以熟巧金牌的成绩毕业。

### 高等教育与一战
孔德拉秋克后来进入圣彼得堡技术大学学习工程，在这里他深受伊万·梅谢尔斯基的影响。不久，由于第一次世界大战爆发，他被征兵入伍，并从那里的尉官学校毕业。在中东战场服役期间，孔德拉秋克将他关于星际飞行的设想写满了四个笔记本。这其中包括使用模块化航天器去月球，将飞船的推进部留在轨道，而让一个较小的登陆舱驶往月球表面，然后再回来（这个策略最终被阿波罗计划的工程师们所采用）。他还给出了航天器从地球轨道送进月球轨道，然后再回到地球轨道的弹道的具体计算。这种弹道现在被称为“孔德拉秋克路径”或“孔德拉秋克环线”。

### 苏联时代初期
孔德拉秋克在1917年俄国革命之后离开了军队，并回到波尔塔瓦，试图以烧锅炉为生。作为当地出生的前沙皇军队军官，他有很高的风险会被布尔什维克当局作为人民的敌人逮捕。第二年，孔德拉秋克逃亡波兰，但被边防军截回。他本来会被枪决，但是边防兵看出他有斑疹伤寒的早期症状，可能因此而决定把子弹节省下来。他后来是在一位邻居的照料下得以康复，并在朋友的建议下，决定逃亡到苏联境内的其他地区。他的朋友为他找来了变造的身份证明，名字叫做尤里·孔德拉秋克，1900年生于卢茨克（此人实际上已于1921年死于結核病）。使用这个新的身份，孔德拉秋克居住在乌克兰南部、库班和北高加索，从事机械技工和铁路工人的工作。1927年，他定居在西伯利亚的新西伯利亚市。

### 首部著作，工程师与监狱生涯
在从事机械技工工作的同时，孔德拉秋克完成了他题为 "征服星际空间"的书稿，书中阐述了有关火箭运行的问题，以及涉及太空移民的事项。他还建议使用一种引力弹弓轨道来加速航天飞船。1925年，孔德拉秋克联系上莫斯科的科学家弗拉基米尔·韦钦金，并寄去了书稿。在此之前，火箭爱好者们对他和他的工作都一无所知。虽然这本书在莫斯科非常受科学家的欢迎，但没有出版社愿意触及这种天马行空的作品。最终，孔德拉秋克出钱请了新西伯利亚的一家印刷店将他这本72页的著作印制了2000套。而且即便如此，相当部分的排版和和印刷还是不得不由他自己亲自来做，这既是为了降低费用，也是因为书中的方程式给印刷带来困难。孔德拉秋克的科学发现，完全独立于当时也在从事太空飞行研究的康斯坦丁·齐奥尔科夫斯基。他们两人从未见面。
孔德拉秋克也把他在工程学的技能成功地应用到解决当地的问题，他设计了在鄂畢河畔卡緬的一座1万3千吨巨型谷物提升机（很快就被昵称为“乳齿象”），完全用木材建造，一根钉子都没有用，因为当时金属在西伯利亚短缺。然而，他的创造性后来成了他的麻烦，1930年他被内务人民委员部作为“怠工者”进行调查的时候，这是他的一条罪状：不用钉子，说明他是有计划地要让这个架构最终倒塌（实际上，“乳齿象”耸立了超过60年，直到1990年代中期才焚毁于大火）。结果，他被以反苏行为的罪名，判囚古拉格三年。不过，由于他具有如此明显的才智，所以被送入沙拉什卡（狱中研究机构）而不是劳改营。在那里，他先是被指派去做评估用于库茲巴斯的国外煤矿机械的工作。他的巧思很快就打动了监狱主管。在监狱主管的要求下，审查机构在1931年将他的身份从“监禁”改换为“流放”，并送他去从事西伯利亚谷物项目的工作。

### 出狱后的风力研究
孔德拉秋克得知有一个为克里米亚设计大型风力机的竞赛项目，是由当时的重工业人民委员谢尔戈·奥尔忠尼启则支持的。与流放工程师同伴戈尔恰科夫（П. К. Горчаков）和尼基京一起，孔德拉秋克递交了一个设计，由165米高的混凝土塔支撑一个80米宽的4叶螺旋桨，功率可达12,000千瓦。1932年11月，奥尔忠尼启则选择了这个设计为优胜者，并在莫斯科接见了该设计组，接着派他们到哈尔科夫去完成这个设计并主管其建造。在莫斯科期间，孔德拉秋克得到机会与当时喷气推进研究组（GIRD，苏联火箭研究机构）的负责人谢尔盖·科罗廖夫见面。科罗廖夫提议让孔德拉秋克到他的手下工作，但孔德拉秋克拒绝了，担心内务部的审查会暴露他的真实身份。
孔德拉秋克、哥尔查科夫和尼基京在这个风能项目中工作了四年，一直到奥尔忠尼启则1937年的神秘死亡。一夜之间，这个项目就被视为太昂贵，太危险，于是被取消了。此时高塔刚建了一半，尼基京以后会把他在这个项目中学到的经验，应用到1960年代奥斯坦金诺电视塔的设计上。接下来，他们被转去从事设计风能发电场用的150-200千瓦范围的较小型风力发电机。在这个期间，孔德拉秋克听到了科罗廖夫因为“将时间浪费在设计宇宙飞船”而被以叛国罪名逮捕的消息。他自己立刻决定，将自己在这个课题上的大量笔记全部脱手。曾经在他患斑疹伤寒的时候照料他康复的那位波尔塔瓦前邻居，同意为他保管这些笔记，并在第二次世界大战之后与她的女儿一起出逃的时候，把它们最终带到了美国。他还将自己已经出版的著作寄了一本到卡卢加的齊奧爾科夫斯基州立宇宙歷史博物館。

### 二战作战与阵亡
1941年6月，孔德拉秋克作为志愿者加入苏联红军，并在1942年阵亡于卡卢加附近。他死亡的具体情况不详。他所在部队1941年10月曾卷入与纳粹军队的激战，而10月3日被作为是他消失的日子。1990年代收集的证据表明，他是1942年1月或2月的一个夜晚在基洛夫區的村庄Zasetski附近修理通讯线路的时候失踪的。由于他的尸体从未被发现，有阴谋论者推测他是最终逃出了苏联，设法来到了美国，并以另一个假名从事太空项目的工作。

## 部分著作
- 《致建造（宇宙飞船）时阅读此文者》 - 1919年（未发表）
- 《征服星际空间》 - 1925年

## 追忆和悼念
当美国宇航员尼尔·阿姆斯特朗在他的历史性登月飞行之后访问苏联时，特地到新西伯利亚市的孔德拉秋克故居前收集了一捧土，以推崇他对太空飞行的贡献。阿姆斯特朗说，这捧土，比他从月球上收集的还要有价值。据说阿姆斯特朗还敦促苏联当局去开始纪念孔德拉秋克。后来，新西伯利亚市的一个科学中心和一间学院，以及波尔塔瓦、基辅和莫斯科的一些街道陆续以孔德拉秋克命名。还有月球环形山孔德拉秋克以他命名，1977年发现的小行星“3084孔德拉秋克”也以他命名。  独立后的乌克兰发行了以孔德拉秋克图像的邮票和硬币。波尔塔瓦技术大学也从1997年起改称波尔塔瓦国立孔德拉秋克技术大学。2012年6月21日推出的一个谷歌标志，也是纪念他的。

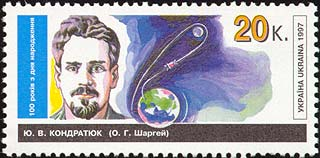
1997年乌克兰纪念孔德拉秋克的邮票
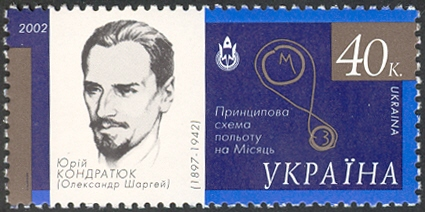
2002年乌克兰纪念孔德拉秋克的邮票

## 延伸阅读
- 苏联科技（英语：Science and technology in the Soviet Union）
- 苏联政府压抑的科学研究